# Brunon Wierciński
Brunon Wierciński (ur. 28 stycznia?/10 lutego 1906 w Rostowie nad Donem, zm. 10 stycznia 2007 w Krakowie) − żołnierz Polskich Sił Powietrznych, szef mechaników 301 bywizjonu „Obrońców Warszawy”.

## Życiorys
Urodził się w rodzinie polskiego kolejarza Grzegorza Wiercińskiego w Rostowie nad Donem. W 1920 roku powrócili do Polski i zamieszkali w Wilnie. W 1927 roku rozpoczął służbę wojskową jako mechanik lotniczy w 114. eskadrze 11. pułku lotnictwa myśliwskiego w Lidzie, rok później przeformowanej w 122 eskadrę 2 pułku lotniczego w Krakowie. Po ukończeniu Centralnej Szkoły Mechaników Lotniczych w Bydgoszczy został żołnierzem zawodowym. Od 1935 roku służył w Instytucie Badań Technicznych Lotnictwa, rok później awansując do stopnia sierżanta. Podczas kampanii wrześniowej był mechanikiem w Eskadrze Sztabowej.
Po 17 września został z jednostką ewakuowany do Rumunii i tam internowany. Wkrótce podjął udaną próbę ucieczki i z grupą towarzyszy dotarł do Francji. Od lutego 1940 roku służył jako mechanik w dywizjonach RAF, otrzymał numer służbowy RAF 781164. 6 stycznia 1941 roku przydzielony do 304 dywizjonu bombowego „Ziemi Śląskiej im. Ks. Józefa Poniatowskiego”. W następnym roku, w związku z poważnymi stratami poniesionymi przez jednostkę, wszedł w skład personelu latającego. Za wykonaną turę lotów został odznaczony Brązowym Krzyżem Zasługi. W 1945 roku, w stopniu starszego sierżanta, został szefem mechaników 301. dywizjonu. Do Polski powrócił w 1947 roku.
Do emerytury w 1974 roku pracował w pionie technicznym Zakładów Tytoniowych w Krakowie. Działał w organizacjach kombatanckich i Krakowskim Klubie Seniorów Lotnictwa. W 2001 roku został awansowany do stopnia podporucznika w stanie spoczynku. Był odznaczony Krzyżem Kawalerskim Orderu Odrodzenia Polski oraz dwukrotnie Medalem Lotniczym. Zmarł 10 stycznia 2007 roku, na miesiąc przez 101. urodzinami i został pochowany na Cmentarzu wojskowym przy ul. Prandoty w Krakowie.

## Współpraca ze służbami specjalnymi PRL
W 1950 roku został pozyskany przez Urząd Bezpieczeństwa Publicznego w Krakowie do współpracy jako tajny współpracownik ps. „Zapałka”. Współpraca trwała do 1973 r., materiały są zachowane w Oddziałowym Archiwum Instytutu Pamięci Narodowej pod sygnaturą IPN Kr 009/4381.